# 諾德泰希湖
51°53′05″N 9°01′57″E / 51.88465°N 9.032371°E

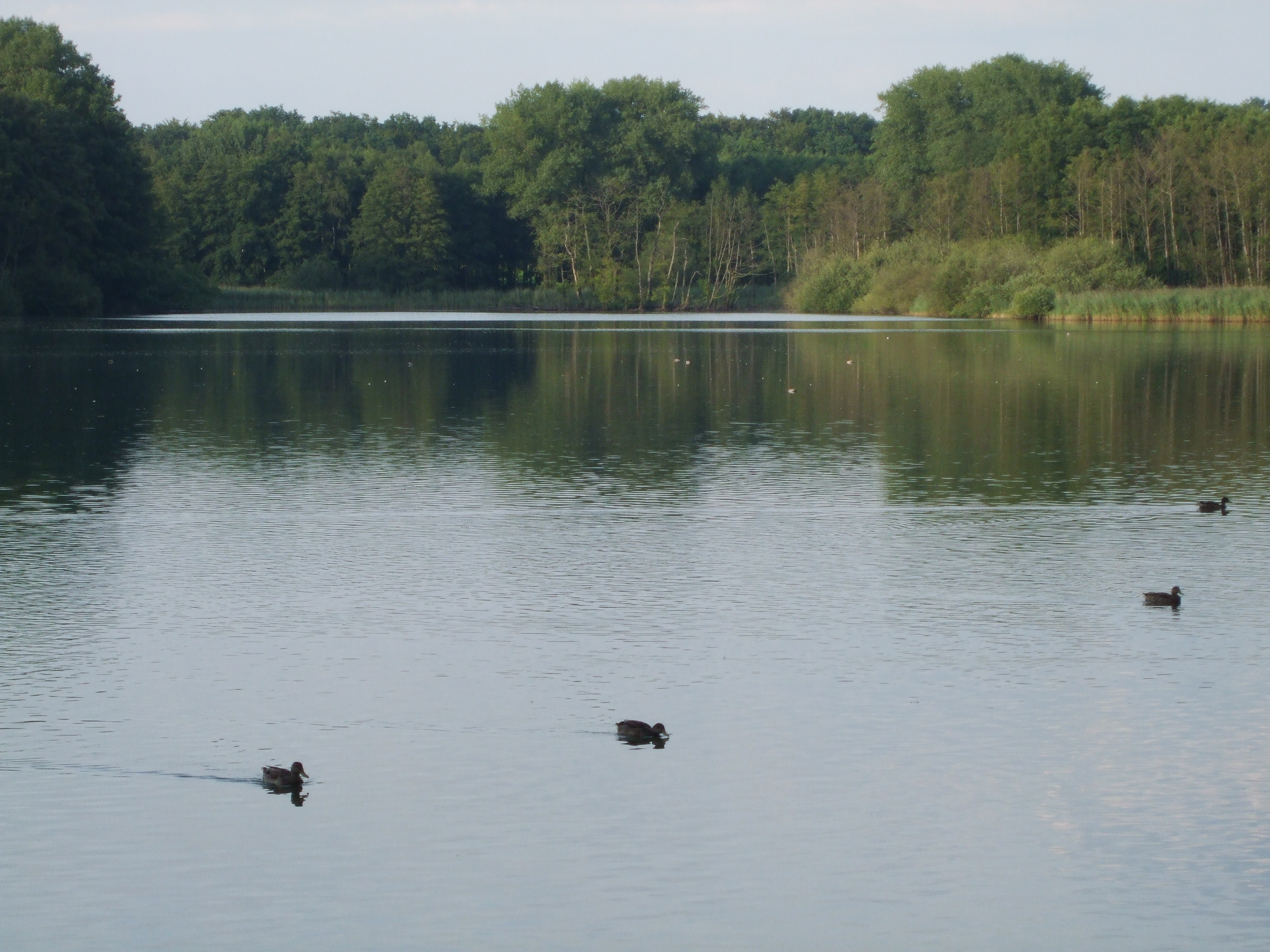

諾德泰希湖（德語：Norderteich），是德國的湖泊，位於該國西部，由北萊茵-威斯特法倫州負責管轄，長0.6公里、寬0.5公里，面積0.13平方公里，海拔高度153米，平均水深3米。